# Jackson (Missouri)
Jackson è un comune degli Stati Uniti d'America, situato nello Stato del Missouri, nella contea di Cape Girardeau, della quale è il capoluogo.